# Magude

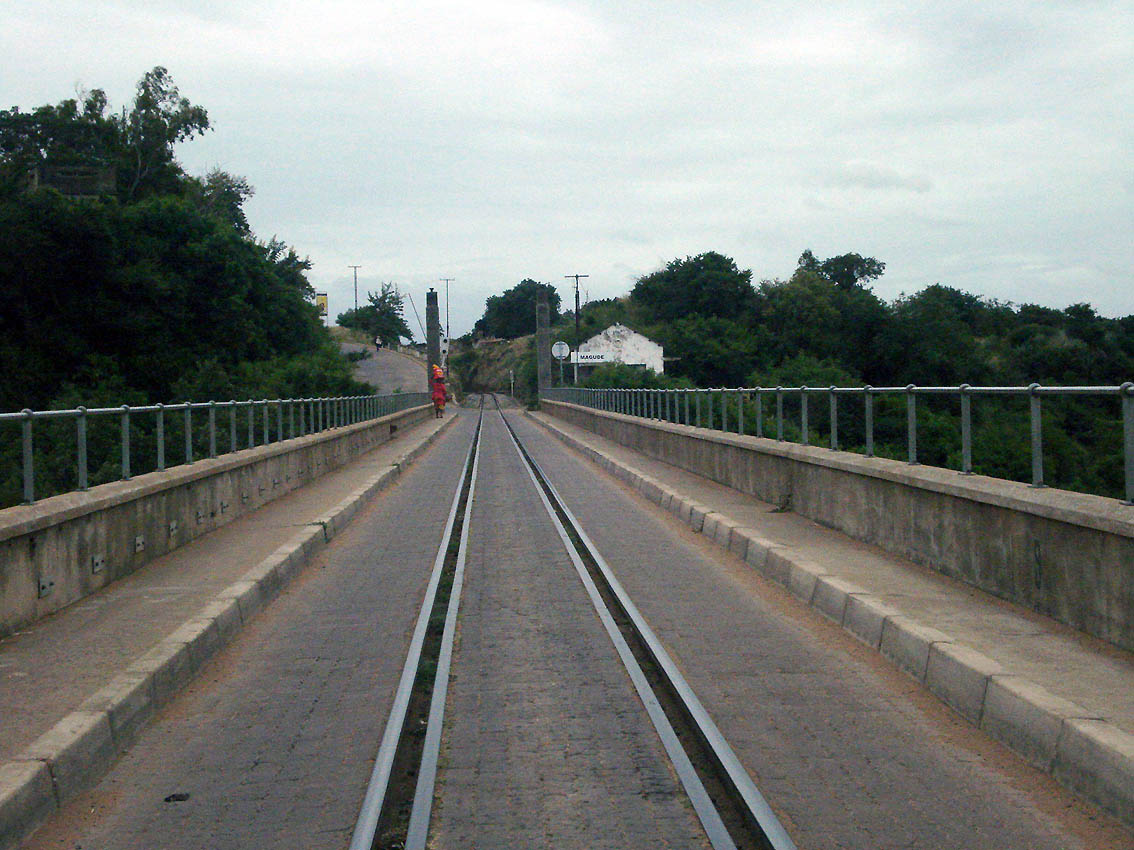
Ponte rodo-ferroviária de Magude.

Magude é uma vila moçambicana, sede do distrito do mesmo nome (província de Maputo). Encontra-se situada na margem esquerda do rio Incomati.
Entroncamento rodoviário, a localidade é cortada pelas rodovias N201, R411, R412, R405 e R402.
Magude possui uma estação ferroviária do Caminho de Ferro do Limpopo.

## História
Foi nesta localidade, ainda com o nome de São Miguel, que aconteceu o desastre ferroviário de Magude. O desastre ocorreu em 27 de março de 1974, quando um comboio que transportava passageiros da Rodésia colidiu de frente com um comboio de carga petrolífero moçambicano, causando uma explosão que matou 70 pessoas e feriu 200. O fogo resultante foi de tal escala e calor que o trabalho de resgate foi impossível por alguns dias.

## Ligação externa
Magude no Google Maps